# John Van Dyke
John Van Dyke (* 3. April 1807 in Lamington, Somerset County, New Jersey; † 24. Dezember 1878 in Wabasha, Minnesota) war ein US-amerikanischer Jurist und Politiker. Zwischen 1847 und 1851 vertrat er den Bundesstaat New Jersey im US-Repräsentantenhaus.

## Werdegang
John Van Dyke besuchte die öffentlichen Schulen seiner Heimat. Nach einem anschließenden Jurastudium und seiner 1836 erfolgten Zulassung als Rechtsanwalt begann er in New Brunswick in diesem Beruf zu arbeiten. Im Jahr 1841 war er Staatsanwalt im Middlesex County. In den Jahren 1846 und 1847 amtierte Van Dyke als Bürgermeister von New Brunswick. Er war außerdem Präsident der dortigen Niederlassung der Bank of New Jersey.
Politisch war Van Dyke Mitglied der Whig Party. Bei den Kongresswahlen des Jahres 1846 wurde er im vierten Wahlbezirk von New Jersey in das US-Repräsentantenhaus in Washington, D.C. gewählt, wo er am 4. März 1847 die Nachfolge von Joseph E. Edsall antrat. Nach einer Wiederwahl konnte er bis zum 3. März 1851 zwei Legislaturperioden im Kongress absolvieren. Diese waren zunächst noch von den Ereignissen des Mexikanisch-Amerikanischen Krieges geprägt. Im Jahr 1850 verzichtete er auf eine erneute Kongresskandidatur.
Nach dem Ende seiner Zeit im US-Repräsentantenhaus praktizierte Van Dyke wieder als Anwalt. Nach der Auflösung der Whigs schloss er sich der 1854 gegründeten Republikanischen Partei an. Im Jahr 1856 nahm er als Delegierter an der ersten Republican National Convention in Philadelphia teil, auf der John C. Frémont als Präsidentschaftskandidat nominiert wurde. Von 1859 bis 1866 war Van Dyke Richter am New Jersey Supreme Court. 1868 zog er nach Wabasha in Minnesota. In den Jahren 1872 und 1873 saß er im dortigen Staatssenat. Von 1873 bis zu seinem Tod war Van Dyke Richter im dritten Gerichtsbezirk von Minnesota. Er starb am 24. Dezember 1878 in Wabasha, wo er auch beigesetzt wurde.